# 天枢增二
大熊座35，又名BD+66 671，HD 90633、SAO 15196、HR 4106，是大熊座的一颗恒星，视星等为6.32，位于銀經142.91，銀緯45.63，其B1900.0坐标为赤經10h 22m 48.4s，赤緯+66° 45.63′ 17″。